# Reflection Eternal
Reflection Eternal – amerykański duet hip-hopowy założony w 1997 roku, na który składają się raper Talib Kweli i producent DJ Hi-Tek. W 2000 roku wydał swój pierwszy album Train of Thought. 18 maja 2010 r. został wydany drugi album Revolutions Per Minute.
Kweli i Hi-Tek poznali się w Cincinnati w stanie Ohio, rodzinnym mieście DJ-a. 

## Dyskografia

### Albumy studyjne
| Tytuł                                      | Album | Najwyższa pozycja | Najwyższa pozycja      | Najwyższa pozycja | Najwyższa pozycja  | Sprzedaż/Certyfikacje |
| Tytuł                                      | Album | Billboard 200     | Top R&B/Hip-Hop Albums | Top Rap Albums    | Top Digital Albums | Sprzedaż/Certyfikacje |
| ------------------------------------------ | --- | ----------------- | ---------------------- | ----------------- | ------------------ | --------------------- |
| Train of Thought                           | - Data wydania: 17 października 2000 - Wydawca: Rawkus Records, Universal Music Group - Format: CD                              | 17                | 5                      | —                 | —                  | —                     |
| Revolutions per Minute                     | - Data wydania: 18 maja 2010 - Wydawca: Blacksmith Records, Rawkus Records, Warner Bros. Records - Format: CD, digital download | 18                | 5                      | 3                 | 11                 | 21.000                |
| "—" oznacza, że pozycja nie była notowana. | |                   |                        |                   |                    |                       |

### Single
| Tytuł                                                  | Rok  | Najwyższa pozycja | Najwyższa pozycja     | Najwyższa pozycja | Album                  |
| Tytuł                                                  | Rok  | Billboard Hot 100 | Hot R&B/Hip-Hop Songs | Hot Rap Tracks    | Album                  |
| ------------------------------------------------------ | ---- | ----------------- | --------------------- | ----------------- | ---------------------- |
| "Move Somethin'"                                       | 2000 | —                 | 32                    | 1                 | Train of Thought       |
| "The Blast" (feat. Vinia Mojica)                       | 2001 | —                 | 48                    | 32                | Train of Thought       |
| "Back Again" (feat. Res)                               | 2009 | —                 | —                     | —                 | Revolutions per Minute |
| "Just Begun" (feat. Jay Electronica, J. Cole, Mos Def) | 2010 | —                 | —                     | —                 | Revolutions per Minute |
| "In This World"                                        | 2010 | —                 | —                     | —                 | Revolutions per Minute |
| "Strangers (Paranoid)" (feat. Bun B)                   | 2010 | —                 | —                     | —                 | Revolutions per Minute |
| "Midnight Hour" (feat. Estelle)                        | 2010 | —                 | —                     | —                 | Revolutions per Minute |
| "—" oznacza, że pozycja nie była notowana.             |      |                   |                       |                   |                        |

### Produkcje
- "Fortified Live" (na składance Soundbombing, 1997)
- "2000 Seasons" (na składance Soundbombing, 1997)
- "The Manifesto" (na składance Lyricist Lounge, Volume One, 1998)
- "Chaos" (na składance Soundbombing 2, 1999)
- "On Mission" (na składance Soundbombing 2, 1999)
- "The Express" (na singlu "The Express", 2000)
- "Train of Thought" (na singlu "The Blast", 2000)
- "Down for the Count (Solo Version)" (na singlu "The Blast", 2000)
- "The Human Element" (na składance Unbound Project, Volume 1, 2000)
- "Sharp Shooters" (na składance Lyricist Lounge 2, 2000)
- "Bridge to 'Bama (Remix)" (na singlu Soulive "Bridge to 'Bama", 2001)
- "Let Me See (Remix)" (utwór zespołu Morcheeba)

### Współpraca
- "Industry Lies" (na albumie Mood Doom, 1997)
- Kompozycje na albumie Mos Defa i Talib Kweli Black Star, 1998
- Kompozycje na albumie Rawkus Records Soundbombing II, 1999.
- "Transmorgify" & "Empty Pages" (na składance Mission Control Presents, 2000; obie piosenki sygnowane przez Mooda)
- Kompozycje na albumie Hi-Tek Hi-Teknology, 2001
- Kompozycje na albumie Talib Kweli The Beautiful Struggle, 2004
- Kompozycje na albumie Hi-Tek Hi-Teknology 2: The Chip, 2006
- Kompozycje na albumie Talib Kweli Eardrum, 2006